# Рубен Фонсека
Рубен Фонсека (порт. Rubem Fonseca, 11 травня 1925, Жуіс-ді-Фора — 15 квітня 2020, Ріо-де-Жанейро) — бразильський письменник.

## Біографія
З восьмирічного віку жив у Ріо-де-Жанейро. Навчався на юридичному факультеті столичного університету. У 1952—1958 служив у поліції. У 1953—1954 вивчав право в Нью-Йорку, з 1954 викладав в поліцейській школі Ріо-де-Жанейро.
Один з трьох синів — кінорежисер Жозе Енріке Фонсека.
Рубен Фонсека помер 15 квітня 2020 року в Ріо-де-Жанейро від серцевого нападу в 94-річному віці (за місяць до свого 95-го дня народження).

## Творчість
Дебютував як новеліст. Автор кримінальних новел і романів з життя дна, написав кілька кіносценаріїв, багато його творів були екранізовані (в тому числі — його сином). Міський, зазвичай, столичний фон дії, увага до темних сторін людського існування, еротичні мотиви різко відрізняють прозу Фонсеки від традиційної бразильської словесності, багато в чому зосередженої на картинах сільського життя.
Письменник не давав інтерв'ю, не з'являвся на публіці.

## Визнання
Один з найбільш авторитетних і впливових бразильських та латиноамериканських прозаїків, лауреат премії Хуан Рульфо (2003), премії Камоенса (2003), премії Меркосура Конекс за літературу (2004), а також багато інших нагород, зокрема — він п'ятикратний лауреат національної літературної премії Жабуті. Романи та новели письменника перекладені на більшість європейських мов.